# 森稔
森稔（英語：Minoru Mori, 1934年8月24日—2012年3月8日）是一位日本企业家。

## 生平
1934年出生于日本京都，1959年3月毕业于东京大学。同年6月任职于父亲创建的森大厦，1964年升任常务，1969年升任专务，1993年父亲逝世后出任森大厦社长。2003年创建森美术馆，2011年担任会长。
2012年因心脏衰竭在日本东京都逝世，享年77岁。

## 家庭
父亲是企业家森泰吉郎，哥哥森敬是庆应义塾大学教授，弟弟森章亦是企业家。嫂子森洋子是美术史学家。侄女森万里子和伊达美和子是现代艺术家。

## 荣誉
2009年被授予大英帝国勋章。